# The Idiot
The Idiot ist das erste Soloalbum des amerikanischen US-Rocksängers Iggy Pop und wurde 1977 von der Plattenfirma RCA Records veröffentlicht.

## Entstehungsgeschichte
Das Album entstand in jener Ära, die Iggy Pop gemeinsam mit David Bowie im damals noch geteilten Berlin verbrachte, der ihn in dieser Phase förderte und ihn dazu brachte, das Album zu schreiben und aufzunehmen, nachdem er ihm bei seiner damaligen Plattenfirma RCA einen Vertrag verschafft hatte. Genauso wie das Nachfolgewerk Lust for Life wurde auch The Idiot von David Bowie produziert und zu einem Großteil arrangiert. Den Titel China Girl nahm David Bowie 1983 auf seinem Album Let’s Dance in einer pop-orientierteren Version neu auf, die ein Top-Hit in allen wichtigen Musiknationen wurde. Die weiteren Albumtracks aus The Idiot, Nightclubbing und Sister Midnight  wurden in den Folgejahren auf einigen Best-of-Koppelungen von Iggy Pop veröffentlicht. Nightclubbing ist auch auf dem Soundtrack des Films Trainspotting vertreten.
Toningenieur bei den Aufnahmen im Sommer 1976 war Tony Visconti, der kurz darauf Bowies Album Low in Berlin und Hérouville produzierte. Die Studiomusiker Carlos Alomar, Phil Palmer und George Murray wurden neben The Idiot auch für Low und “Heroes” engagiert.

## Titelliste
Bis auf Sister Midnight stammen alle Songs aus der Feder von Iggy Pop und David Bowie.
Seite A
1. Sister Midnight (Pop, Bowie, Carlos Alomar) – 4:20
2. Nightclubbing – 4:15
3. Funtime – 2:55
4. Baby – 3:25
5. China Girl – 5:08
Seite B
6. Dum Dum Boys – 7:12
7. Tiny Girls – 3:00
8. Mass Production – 8:24

## Wirkungsgeschichte
Das Album wird retrospektiv als richtungsweisend für die Entwicklung der Genres Post-Punk und Industrial Rock bewertet.
Bernard Sumner sagte in einem Interview: „Als ich Ian [Curtis] zum ersten Mal bei sich zu Hause besuchte, legte er Iggy Pops Album „The Idiot“ auf, es war gerade herausgekommen. Wir waren beide von der Wucht der Musik wie weggeblasen. Iggy Pop war der Impuls, der Joy Division diese Energie gegeben hat.“
New Musical Express wählte The Idiot auf Platz 467 der 500 besten Alben aller Zeiten.
In der Auswahl der 100 besten Alben der 1970er Jahre von Pitchfork belegt es Platz 96.
The Idiot wurde in die 1001 Albums You Must Hear Before You Die aufgenommen.